# جان ادموندسون (بازیکن فوتبال)
جان ادموندسون (انگلیسی: John Edmondson؛ زادهٔ ۱۸۸۲) بازیکن فوتبال است.